# William Stewart (friidrottare)
William Stewart, född 22 oktober 1889, död 29 april 1958, var en australisk friidrottare. Han deltog vid olympiska sommarspelen 1912.